# 程允贤
程允贤（1928年9月—2005年11月24日），江西南昌人，中国雕塑家，中国美术家协会原副主席、顾问，中国人民革命军事博物馆雕塑研究室主任。
2005年11月24日在北京逝世，享年77岁。